# Алексино (Калязинский район)
Алексино — деревня в Алфёровском сельском поселении Калязинского района Тверской области России.

## География
Деревня находится в 7,5 км к юго-западу от Калязина и в 118 км к востоку от Твери. Расположена в лесистой местности в 1,5 км от правого берега Волги.

## Население
| 2010 |
| ---- |
| 1    |

## Транспорт
В 2,5 км к северо-востоку и юго-востоку от деревни находятся ж.-д. платформы 177 км и Новокатово на линии Москва — Калязин.